# 중국인민지원군 제2차 전역
중국인민지원군 제2차 전역은 중국인민지원군이 6.25 전쟁에 참전한 이후 유엔군사령부를 상대로 벌인 두 번째 대규모 전투이다. 전투 기간은 1950년 11월 25일부터 12월 24일까지이며, 태백산맥을 경계로 동서 두 개의 전장으로 나뉘었다. 서부 전선의 주요 전투는 청천강 전투였고, 동부 전선은 장진호 전투였다.  제1차 전역 종료 후 유엔군 사령관 더글러스 맥아더는 중국인민지원군과 유엔군 간의 교전 정보들을 의도적으로 무시하고, 성탄절까지 귀향할 수 있을 것이라는 낙관적인 발표를 하였다. 전력이 부족했던 유엔군은 중국인민지원군의 강력한 공격에 의해 큰 타격을 입고, 후퇴하여 방어선을 재정비할 수밖에 없었다. 이 시기의 전투에서 지원군이 거둔 승리는 유엔군을 한반도 북부에서 몰아내고, 전선을 38도선 인근 지역으로 되돌리는 결과를 낳았다.

## 배경
1950년 후반, 미국이 이끄는 유엔군은 후퇴하는 조선인민군의 가벼운 저항만을 받으며 대한민국을 통해 빠르게 북쪽으로 진격했다.:573 1950년 10월 1일, 유엔군사령관 더글러스 맥아더 장군은 조선민주주의인민공화국에 항복을 요구했다. 응답은 없었다. 10월 3일 맥아더는 유엔군이 조선민주주의인민공화국 국경을 넘었다고 발표했다.:608 유엔군은 조선민주주의인민공화국과 중국의 국경인 압록강을 향해 북쪽으로 나아갔다. 11월 24일, 조선민주주의인민공화국 정복을 완료하기 위한 마지막 유엔 공세인 비공식적으로 "크리스마스까지 귀향 작전"이라고 불린 작전이 시작되었다.:774 당시 조선민주주의인민공화국 대부분은 유엔군이 점령했으며, 6.25 전쟁은 거의 끝난 것처럼 보였다. 유엔군 병사들과 지휘관들은 12월 25일 크리스마스까지 6.25 전쟁이 종결될 수 있다고 낙관했다.:3
조선민주주의인민공화국에 상당수의 중국군 병사들이 있다는 일부 징후에도 불구하고, 맥아더는 조선민주주의인민공화국에 있는 중국군 병력의 수와 대규모 중국의 개입 가능성 모두를 경시했다.:23 11월 25일자 미국 군사 정보 보고서는 조선민주주의인민공화국 주둔 중국군 총 병력이 70,000명에 불과하다고 추정했다. 같은 날 중국인민지원군은 300,000명 이상의 병력으로 제2차 공세를 개시했다.
1950년 10월 초, 유엔군이 조선민주주의인민공화국 국경을 넘고 있다는 보고를 받은 중국 지도자 마오쩌둥은 소련 지도자 이오시프 스탈린에게 "우리는 한국에 군대를 보내기로 결정했다... 미국과 싸우기 위해... 미국이 한국 전체를 점령하면 한국 혁명군이 완전히 파괴되고 미국 침략자들이 더욱 날뛸 것이기 때문에 이것이 필요하다"고 통보했다. 마오쩌둥은 중국이 12개 보병사단을 조선민주주의인민공화국에 침투시키고, 필요시 추가로 24개 보병사단이 중국 북부(만주)에 배치될 것이라고 말했다. 완전 편제된 중국 보병사단은 약 10,000명 규모였다.:53–54 마오쩌둥은 또한 포병과 공군력을 위한 소련의 군사 지원을 요청했다. 마오쩌둥은 유엔군을 격파하려면 중국의 병력이 "적의 네 배"가 되어야 한다고 말했다.

### 침투와 개전
10월 19일, 수만 명의 중국군 병사들이 유엔 정찰기의 탐지를 피하기 위해 밤에 중국과 조선민주주의인민공화국의 국경인 압록강을 건너기 시작했다. 그들의 진입은 탐지되지 않았다. 10월 25일, 중국인민지원군과 유엔군 사이에 첫 총성이 압록강에서 남쪽으로 약 85 킬로미터 (53 mi) 떨어진 온정리 전투에서 발사되었다.:94–106 이 전투는 중국이 제1차 공세라고 부르는 작전의 시작을 알렸으며, 이 작전은 11월 6일까지 계속되었다. 중국군 사령관 펑더화이는 병사들이 지쳐 식량과 탄약이 부족했기 때문에 제1차 공세를 중단했다. 그는 또한 중국 병사들이 유엔 공습을 두려워했고, 추운 겨울 날씨로 인해 "밖에, 때로는 눈 속에서 잠을 자야 하는 우리 군대의 힘을 유지하기가 점점 더 어려워질 것"이라고 말했다.:94–106 그럼에도 불구하고, 펑더화이는 제1차 공세의 결과가 만족스러웠다고 보고했다.:720

### 유엔군에 대한 중국의 평가
제1차 공세에서 중국인민지원군과 유엔군 사이의 교전 후, 펑더화이는 상대방을 평가했다. 그는 미군 포병과 공군력이 잘 조화되어 있었고 "큰 위험"이었다고 말했다. 미군 병참 시스템은 "훌륭했으며", 미군 보병은 중국군보다 더 많은 화력과 사거리를 가지고 있었다. 그는 미군 보병에 대해서는 칭찬하지 않았다. "그들은 비행기, 탱크, 포병에 의존한다... 그들은 우리 화력을 두려워한다... 그들은 주간 전투에 특화되어 있다. 그들은 야간 전투나 백병전에 익숙하지 않다... 그들은 후방이 차단되면 두려워한다. 수송이 중단되면 보병은 싸울 의지를 잃는다.":720 그러나 펑더화이는 나중에 미군 병사들이 "싸움을 잘했다"고 말했다.:118
중국군 지휘관들은 유엔의 기술 의존성이 그들에게 해로울 수 있다고 믿었다. 유엔군은 도로로 이동했고, 끊임없는 포병 보급이 필요했으며, 보병은 낮에만 작전하고 공중 엄호에 의존했다.:44–45

### 중국의 전략과 전술

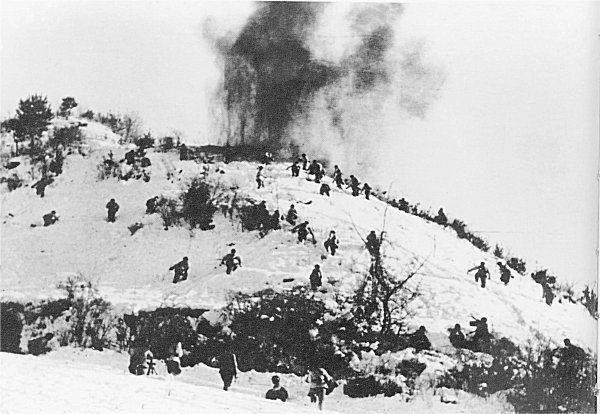
미국/유엔 진지에 대한 중국의 진격. "일반적인 믿음과 달리 중국군은 '인해전술'로 공격하지 않았고, 50에서 100명의 소규모 전투 집단으로 공격했다."

펑더화이의 제2차 공세 전략은 유엔군을 북쪽으로 유인하여 사방에 중국군이 있는 함정으로 진격하게 하는 것이었다. 이 전략은 병참 문제가 있는 중국군의 보급선을 단축하고, 전진하는 유엔군을 분산시킬 것이었다. 중국군은 지형에 익숙할 것이고, 유엔의 수송 및 보급선은 길어져 게릴라의 공격에 더 취약해질 것이었다. 펑더화이는 중국인민지원군이 유엔군 사단 두세 개를 파괴할 수 있다면 전쟁의 양상이 중국과 조선민주주의인민공화국에 유리하게 바뀔 것이라고 판단했다.:109–10
중국의 전략은 부분적으로 공군력, 기갑, 중포가 부족했기 때문에 결정되었다. 11월 6일 제1차 공세가 끝난 후, 펑더화이는 중국인민지원군에게 약점과 위협을 가장하며 후퇴하라고 명령했다. 그러나 유엔군의 동부와 서부 전선은 느리게만 진격했다. 유엔군의 과도한 자신감을 유도하기 위해, 펑더화이는 11월 18일 103명의 포로 (미국인 30명 포함)를 석방했는데, 그는 이들이 중국인민지원군이 식량과 탄약 부족으로 고통받고 있으며 중국으로 철수하고 있다는 거짓 정보를 유엔에 전달하도록 확실히 했다. 이러한 속임수가 효과를 보인 듯 유엔의 진격 속도가 빨라졌다.:47–48
펑더화이는 제2차 공세에서 중국의 전술이 될 것을 설명했다. "주요 목표로, 한 부대는 적군 주위를 빠르게 돌파하여 후방을 차단해야 한다... 공격 경로는 탱크와 포병이 공격 작전을 방해하는 것을 막기 위해 고속도로와 평탄한 지형을 피해야 한다... 산악 지형에서의 야간 전투는 명확한 계획과 소대 지휘부 간의 연락이 있어야 한다.":720
전장으로 가기 위해 중국인민지원군 병사들은 만주에서 조선민주주의인민공화국까지 걸어갔고, 유엔 정찰기의 탐지를 피했다. 3개 사단으로 구성된 한 부대는 16~19일 동안 286 마일 (460 km)를 걸었는데, 이는 산악 지형과 좋지 않은 도로와 길을 따라 하루 평균 최대 18 마일 (29 km)를 걸은 것이다. 항공 감시를 피하기 위해 야간에 행군했다. 낮에는 병사들이 정지하여 위장했다. 주간에 정찰대가 먼저 보내졌지만, 항공기가 나타나면 멈춰서 움직이지 않도록 명령받았다.:770 중국인민지원군 병사들은 조선민주주의인민공화국의 영하의 추위에서 행군하고 싸울 준비가 제대로 되어 있지 않았다. 많은 병사들이 아열대 남동 중국 출신으로 추운 날씨에 익숙하지 않았다. 한 사단에서 한 장교는 한국에서 첫 주에 700명이 동상으로 사망했다고 말했다. 이는 공세가 시작되기도 전이었다. 따라서 전장으로 가는 도중 병력 손실이 컸다.:50 군복은 부적절했고, 장갑을 낀 병사는 거의 없었으며, 퀼팅된 군복의 긴 소매로 손을 보호했다. 그들의 신발은 고무와 캔버스로 만들어져 추위로부터 거의 보호해주지 못했다. 대부분의 병사들은 텐트가 없어서 땅에서 잠을 잤다. 무기는 부족했다. 2,000~3,000명의 일부 연대에는 총기가 800개밖에 없었다. 총기가 없는 병사들은 수류탄으로 무장했다. 중국군은 대부분의 포병을 남겨두고 왔고, 남은 것은 짐 나르는 동물들이 운반했다. 통신은 좋지 않았으며, 대대 수준 이하에서는 나팔, 휘파람, 전령만이 유일한 통신 수단이었다. 식량은 부족했고 병사들은 종종 거의 굶주렸다.:14, 31, 47–49, 124–25
제2차 공세가 시작될 때 조선민주주의인민공화국에는 9개 중국군과 30개 사단이 주둔하고 있었다. 중국인민지원군 병력의 총수는 300,000명 이상으로 추정된다. 이번 공세에는 조선인민군 병사들이 거의 참여하지 않았다. 서부 공세인 청천강 전투에는 18개 사단이, 동부 공세인 장진호 전투에는 12개 사단이 할당되었다.:54–55

### 유엔군과 전략
유엔군은 두 개의 구성 요소로 구성되어 있었는데, 한반도 서부의 미국 8군과 동부의 제10군단이었다. 험준한 낭림산맥과 태백산맥 그리고 "걱정스러운" 70 킬로미터 (43 mi)의 간격이 이 두 구성 요소를 분리하고 있었다.:46–47
1950년 11월 24일, 제8군은 황해에서 청천강의 넓은 해안 평야를 가로질러 태백산맥 능선까지 서쪽에서 동쪽으로 약 110 킬로미터 (68 mi) 길이의 전선을 점령했다. 크리스마스까지 귀향 작전을 수행하는 임무를 맡은 제8군은 4개의 미군 보병사단, 8개의 대한민국 육군 사단, 튀르키예 및 영국 여단, 그리고 미국과 몇몇 다른 국가들의 다수의 소규모 부대로 구성되었다. 미군 사단은 주로 평탄한 지역인 전선의 서쪽 부분을 점령했고, 대한민국 육군은 구릉지고 산악 지형인 전선의 동쪽 부분을 점령했다.:26–27
중국인민지원군이 240,000명에 달했을 수도 있지만, 수적으로 열세인 제8군의 130,000명:46 최전선 병력은 "현대적인 통신, 충분한 포병 지원, 탱크를 갖추고 적절한 병참 지원을 받으며" "훨씬 많지만 원시적인 중국군에 비해 전투력 면에서 크게 뒤떨어지지 않았다." 그러나 유엔군 전선의 우측에 있는 대한민국 육군 사단은 미군 사단에 비해 병력이 적고 포병이 부족하며 제1차 공세에서 큰 사상자를 냈기 때문에 현저히 열등했다. 이 사상자들의 보충병은 대부분 신병이었다.:273–75
제10군단에 속한 유엔군은 5개 보병사단으로 구성되어 있었다: 미군 제1해병사단, 미군 제3 및 제7보병사단과 2개의 대한민국 육군 사단이 있었으며, 부속 부대를 포함하여 총 약 90,000명에 달했다.:28 이들은 최대 150,000명에 달하는 중국인민지원군에 맞서야 했다.:46 미군과 대한민국 육군 사단은 주로 조선민주주의인민공화국 북동부에서 도로를 봉쇄하고 거의 저항 없이 진격했으며, 중요한 보급항인 원산시와 흥남구역을 보호했다. 제7사단의 한 부대는 크리스마스까지 귀향 작전이 시작된 11월 24일까지 이미 압록강에 도달했었다.:84–88
동부에서 중국의 공세는 주로 장진호 (한국어로는 장진)를 향했고, 장진호 서남쪽에 위치한 제1해병사단과 장진호 동쪽에 위치한 미군 부대인 페이스 특수임무부대를 목표로 삼았다.:95 유엔의 계획은 해병대가 장진호에서 서쪽으로 산을 넘어 진격하여 전진하는 제8군과 합류하고 유엔 공세의 두 구성 요소 사이의 간격을 좁히는 것이었다.:251
중국 제2차 공세가 시작되기 전 며칠 동안, 제8군 사령관 월턴 워커 장군과 미 제1해병사단 사령관 올리버 P. 스미스 장군 모두 일본에 있는 맥아더 사령부가 재촉하는 만큼 빠르게 진격하는 것을 경계했다. 특히 스미스는 제10군단 사령관 에드워드 알몬드 장군의 더 빠른 진격 권유에 저항했다. 스미스는 해병대 부대가 통합되고 상호 지원되도록 했다. 서부에서 워커 역시 자신의 병사들에게 방어 태세에 있는 적군이 수적으로 열세인 것처럼 보일지라도 무모하게 진격하는 것의 위험성을 경고했다.:429–39

## 공세

### 중국의 공격
제2차 공세는 중국이 11월 25일 제8군을 공격하면서 시작되었다. 작가 데이비드 핼버스탬은 "이처럼 거대한 군대가 적에게 이토록 기습적인 요소를 가졌던 적은 거의 없었다. 서해안의 미군 병력은 본질적으로 그들이 빠져든 함정을 보지 못했다"고 말했다.: 402
중국군은 유엔군 전선의 우측(동부) 측면에 있는 대한민국 육군 사단이 가장 취약한 부대이며, 험난한 산악 지형을 점령하고 있다는 것을 파악했다.:234 다음날 아침, 대한민국 육군 부대들은 산산조각 나 후퇴했고, 미군의 진격은 중단되었다. 12월 1일까지 제8군은 약 30 킬로미터 (19 mi) 후퇴하여 새로운 방어선을 구축하려 했다. 미 제2보병사단은 이미 약 4,500명의 사상자를 내며 무력화되었다. 대한민국 육군 사상자 수는 알려지지 않았지만, 심각한 수준이었다. 12월 2일, 워커는 후퇴를 계속하라고 명령했고, 이는 12월 23일까지 이어졌으며, 중국인민지원군의 공격이 멈추고 제2차 공세가 종료되었다. 그때까지 제8군은 병사들이 "큰 도주"라고 부르는 대한민국과 조선민주주의인민공화국 국경 근처까지 후퇴했다.:71, 106, 127, 150–52
중국군은 11월 27일 장진호 양측의 유엔군을 공격했다. 제1해병대는 큰 사상자를 입었지만, 흥남으로 질서정연하게 후퇴했다. 그러나 장진호 동쪽의 페이스 특수임무부대 소속 3,200명의 병사 중 3분의 2가 전사, 부상 또는 포로가 되었다. 모든 제10군단 병력은 12월 25일까지 조선민주주의인민공화국에서 철수했다. 제10군단의 철수와 제8군의 후퇴로 조선민주주의인민공화국을 정복하려던 유엔의 시도는 끝이 났다.:373

### 날씨
장진호 전투보다 더 나쁜 기상 조건에서 벌어진 전투는 거의 없었다. 조선민주주의인민공화국 전체가 겨울에는 혹한이지만, 장진호 주변 고지대에서는 중국군과 유엔군 모두에게 추위가 가장 극심했다. 해발 1,081 미터 (3,547 ft)의 장진의 12월 평균 최저 기온은 −17 °C (1 °F)이다. 대조적으로, 해수면과 거의 같은 높이에 있는 남쪽으로 54 킬로미터 (34 mi) 떨어진 흥남의 12월 평균 최저 기온은 비교적 온화한 −5 °C (23 °F)이다. 유난히 추운 겨울이었으며, 전장에서 마주친 최저 기온에 대한 추정치는 다양하지만, 아마도 −30 °C (−22 °F) 정도였을 것이다. 동상으로 인한 유엔군과 중국인민지원군 모두의 사상자는 전투로 인한 사상자만큼이나 많았다. 미 해병대 전설에서는 이 전투를 종종 "얼어붙은 장진호"라고 부른다.

### 사상자
중국인민지원군은 전투로 인해 약 30,700명, 비전투 원인(주로 동상)으로 50,000명의 사상자를 냈다.:118 총 제2차 공세 사상자는 80,000명으로, 전체 병력의 약 25%에 해당한다. 전투 사상자는 30,000명, 비전투 사상자는 50,000명으로 특히 동상으로 인한 피해가 컸다. 청천강 전투에서의 중국인민지원군 손실은 전투로 인한 약 10,000명, 기타 원인으로 인한 20,000명이었다. 장진호 전투에서의 중국인민지원군 손실은 전투로 인한 약 20,000명, 비전투로 인한 30,000명이었다.:52–53
중국은 유엔군에게 24,000명의 미국인을 포함하여 36,000명의 사상자를 입혔다고 주장했다.:118 이 주장은 미군의 29,000명 유엔군 사상자 추정치와 대체로 일치하며, 이 중 11,000명은 청천강 전투에서, 18,000명은 장진호 전투에서 발생했고, 거의 8,000명은 주로 동상으로 인한 비전투 사상자이다. 그러나 청천강 전투의 기록은 불완전하며, 특히 전투에 참여한 대한민국 육군 부대에 대한 기록은 더욱 그렇다.

## 여파
1950년 11월 28일, 중국 제2차 공세가 시작된 직후, 맥아더는 워싱턴의 미국 정부에 "우리는 완전히 새로운 전쟁에 직면했다"고 전보를 보냈다.:320 6.25 전쟁에서의 전세 역전은 미국의 군사 및 정치 지도자들에게 충격이었다. 미국은 자국의 군대를 한국에서 철수해야 할 수도 있다고 생각했다. 두 한국이 친미/유엔 국가로 통일될 수 있다는 생각은 즉시 포기되었다. 크리스마스까지 장진호에서 유엔군이 성공적으로 철수한 것은 미국의 자신감을 높였지만, 1950년 12월 29일 워싱턴의 미국 합동참모본부는 맥아더에게 "침략에 저항하라"고 지시하면서 "한국은 대규모 전쟁을 치를 곳이 아니다"라고 덧붙였다. 맥아더는 "병력의 안전을 최우선으로 하여 한국의 적군에게 가능한 한 피해를 입히며 방어하라"는 지시를 받았다.:320
중국은 제2차 공세의 결과에 만족했고, 유엔군으로부터 조선민주주의인민공화국 거의 전역을 되찾았다. 그러나 중국의 승리는 중국 지도자들 사이에서 "우리는 미군을 격파할 수 있다"는 견해를 만들어냈다. 이러한 자신감의 결과로 중국은 곧 남한으로 공세를 시작했지만 유엔군에 의해 저지되었다. 1951년 초, 6.25 전쟁은 교착 상태에 빠졌고 중국은 대규모 공세를 포기했다.:118–20, 154